# Harry Londy
Harry Londy ou Charálampos Leontarákis (grec moderne : Χαράλαμπος Λεονταράκης), né le 9 décembre 1988 à Brisbane, est un joueur de squash représentant la Grèce. Il atteint en décembre 2016 la 248e place mondiale sur le circuit international, son meilleur classement. Il est champion de Grèce à trois reprises entre 2015 et 2018.

## Palmarès

### Titres
- Championnats de Grèce : 3 titres (2013, 2015, 2018)